# تورمانساناس
تُرِمانساناس (به اسپانیایی: Torremanzanas) یا لا تُره د لِس ماسانس (La Torre de les Maçanes) دهستانی در استان آلیکانتهٔ اسپانیا است.
در این دهستان ۷۴۲ نفر زندگی می‌کنند. مساحت این دهستان ۳۶٫۴۸ کیلومتر مربع است.